# Denkweit

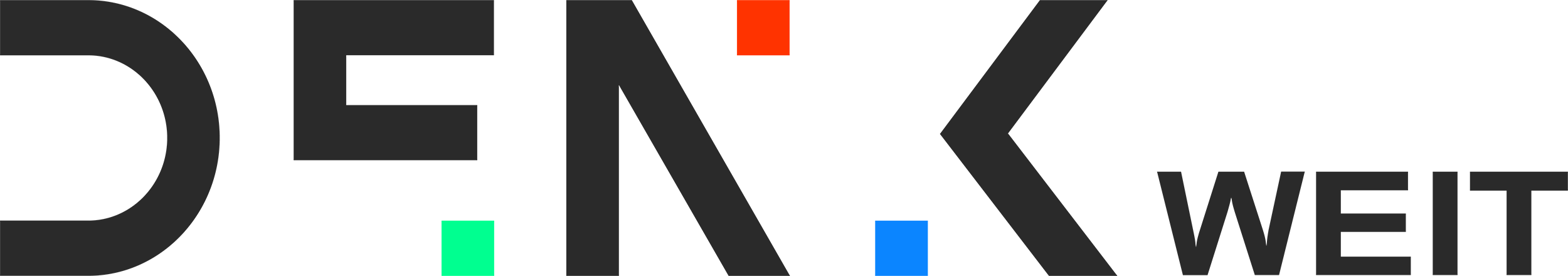
Denkweit Logo

Denkweit GmbH (Eigenschreibweise DENKweit) ist ein deutsches Technologieunternehmen mit Sitz in Halle (Saale), das sich auf industrielle Bildverarbeitung mittels Künstlicher Intelligenz (KI) sowie auf berührungslose Magnetfeldmessung spezialisiert hat. Das Unternehmen wurde 2018 als Ausgründung aus dem Fraunhofer-Institut für Mikrostruktur von Werkstoffen und Systemen IMWS gegründet und ist Teil des Technologieparks Weinberg Campus.

## Geschichte
Die Denkweit GmbH wurde im Jahr 2018 von Dominik Lausch, Kai Kaufmann und Markus Patzold gegründet, nachdem sie zuvor gemeinsam am Fraunhofer IMWS in der Forschung tätig waren. Ziel war es, Forschungsergebnisse aus der angewandten Physik und Bildverarbeitung in praxistaugliche industrielle Lösungen zu überführen. Das Unternehmen ist seit der Gründung in Halle (Saale) ansässig. 

## Technologien und Produkte

### Magnetfeldmessung (B-Tech)

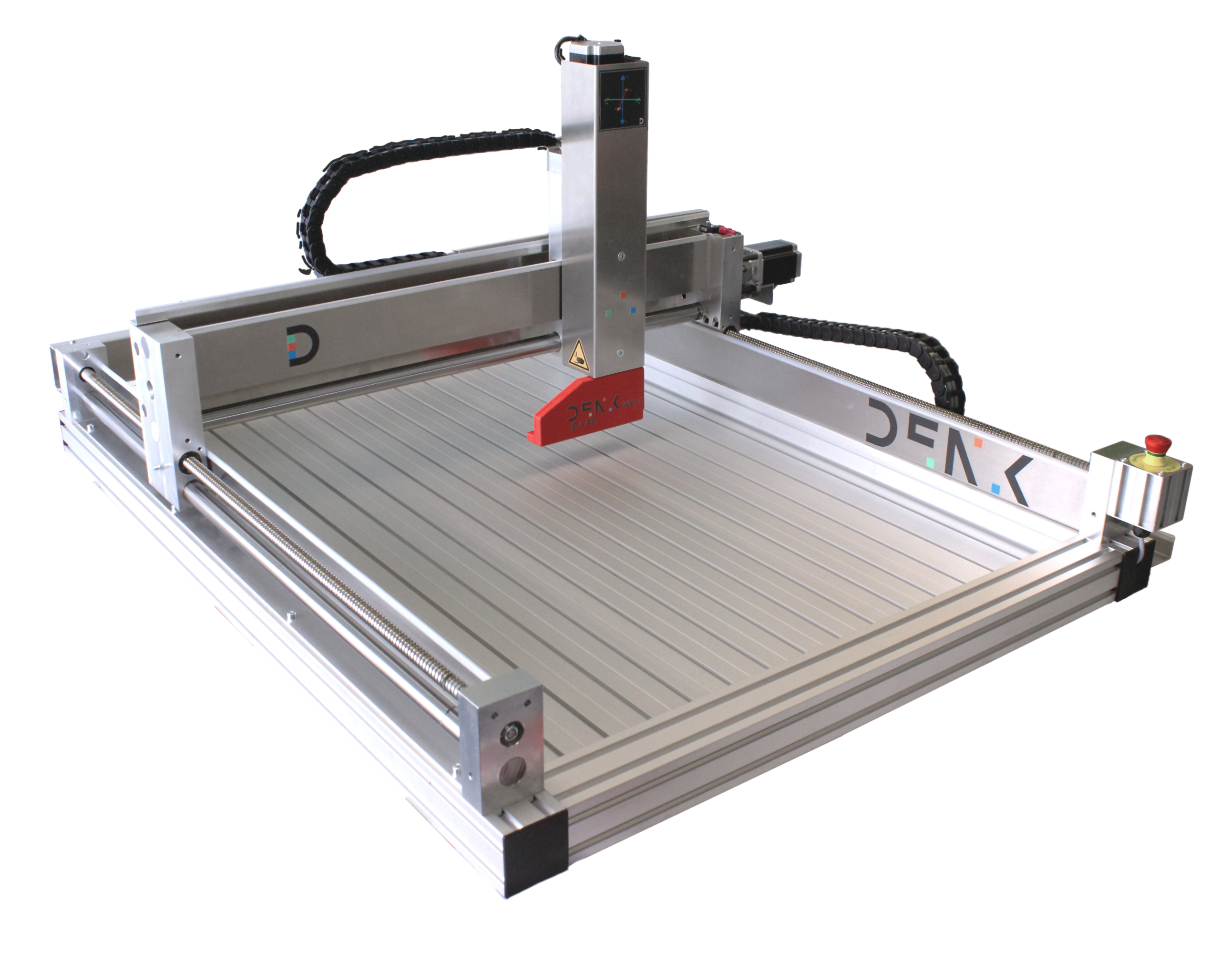
Magnetfeldmessgerät „B-Lab“ von Denkweit

Ein Kernbereich von Denkweit ist die bildgebende Magnetfeldmessung, die unter dem Namen B-Tech geführt wird. Einzigartig sind die Sensoriksysteme von Denkweit zur berührungslosen Messung strominduzierter Magnetfelder. Diese Technologie wird für industrielle Anwendungen im Bereich der Qualitätskontrolle stromführender Bauteile, wie beispielsweise der Batterie- oder Solarzellenprüfung eingesetzt. Das Messprinzip basiert auf der Analyse von Magnetfeldern mit hochauflösenden Sensoren (Nanotesla-Bereich) und wird in Kombination mit KI-gestützter Auswertung genutzt. In Veröffentlichungen ist das Unternehmen auch unter der Bezeichnung „Batterie-Pioniere“ bzw. „Pioniere der Batterietechnik“ zu finden, die Lösungen für E-Autos und deren Batterien liefern.
Die Verfahren wurden in mehreren wissenschaftlichen Fachveröffentlichungen dokumentiert, etwa zur Detektion von Defekten in Batterien, zur Identifikation defekter Lötstellen auf Solarmodulen, zur Streuflussmessung an Rissen in Metallen oder zur Charakterisierung von Carbonbewehrung in Carbonbeton.
Magnetfelder können mit diesen Sensoriksystemen selbst auf größeren Flächen nachgewiesen werden, wie beispielsweise in Solarmodulen oder auch Brückenteilen.

### Bildanalyse mit Künstlicher Intelligenz (Denknet)
Neben dem Kerngebiet der Magnetfeldmessung, entwickelt Denkweit eine selbst trainierbare KI für industrielle Bildverarbeitung, die insbesondere in der Qualitätskontrolle und visuellen Prozessüberwachung eingesetzt wird. Die Plattform, das Denk Vision AI Hub, erlaubt es Anwendern, eigene Bildverarbeitungslösungen ohne Programmierkenntnisse zu erstellen.
Ein Merkmal der KI-Architektur ist die Fähigkeit, bereits mit kleinen Datenmengen (weniger als 20 Bildern) zu arbeiten, wodurch sie auch für kleine und mittlere Unternehmen interessant ist.

## Kooperationen und Auszeichnungen
Denkweit wurde 2019 mit dem IQ Innovationspreis der Stadt Halle ausgezeichnet. 2021 ging das Unternehmen Kooperationen mit dem Bildverarbeitungsanbieter IDS Imaging sowie mit dem Systemintegrator NeuroCheck ein, um KI-basierte Bildverarbeitungslösungen in die Industrie zu bringen. 

## Öffentliche Wahrnehmung
Das Unternehmen wird regelmäßig in Medienberichten über Innovationsförderung und Energietechnologien erwähnt. So wurde es unter anderem von der Marketinggesellschaft des Landes Sachsen-Anhalt sowie von Fachmedien wie factorynet.at oder absatzwirtschaft als Beispiel für KI-basierte industrielle Innovation genannt und ist Teil der Erfolgsgeschichten aus 20 Jahren IQ Innovationspreis Mitteldeutschland.